# Mezzogiorno

As regiões do Mezzogiorno.

O termo Mezzogiorno (literalmente meio-dia em italiano) indica, para fins sociais, econômicos e políticos, o sul da Itália e a Itália insular.
Historicamente, o Mezzogiorno compreende o território do antigo Reino das Duas Sicílias (regiões de Abruzzo, Molise, Puglia, Campânia, Basilicata, Calábria, Sicília), mais uma parte do Lácio (zona de Gaeta). No uso comum, também a Sardenha, por suas características econômicas e geográficas, é assimilada às demais regiões meridionais, embora, em termos culturais e linguísticos, tenha uma história particular.
O desenvolvimento desta macrorregião italiana está sendo estudado por instituições especializadas como Svimez, com sede em Roma, e a Associação de Estudos e Pesquisas para o Sul da Itália, com sede em Nápoles.
A questão de se a ilha da Sardenha pertence à macrorregião é controversa, em virtude da sua posição geográfica, da sua história peculiar, da sua especificidade linguística e cultural, bem como de várias diferenças socioeconômicas em relação às outras regiões consideradas.